# ブラザーファミリーアワー
『ブラザーファミリーアワー』は、1979年10月1日から1984年3月26日までTBS系列局が編成していたTBS製作のクイズ番組放送枠である。ブラザー工業の一社提供（1984年4月2日から同年9月24日までブラザー工業以外の複数社提供）。編成時間は毎週月曜 19:30 - 20:00 （日本標準時）。

## 概要
それまで同時間帯に編成されていたブラザー工業一社提供のドラマ枠『ブラザー劇場』に替わって編成された。放送番組は愛川欽也司会の『人生ゲームハイ&ロー』と山城新伍司会の『クイズ天国と地獄』の2つだけで、前者は1982年9月まで3年間、後者は同年10月から2年間放送されていた。
『ブラザー劇場』時代にあったブラザー工業のオープニングキャッチは本枠には無く、代わりに女性ナレーターが番組のセットをバック（『人生ゲームハイ&ロー』後期には出場者をバック）に「ブラザーファミリーアワー!」とタイトルコールしてから番組がスタートしていた。提供ナレーションは『ブラザー劇場』から引き続き「ミシン・編機・電化製品・タイプライター・電子オルガン（楽器）のブラザーがお送りします（しました）」で、女性の声でアナウンスされていた。『クイズ天国と地獄』以後はブラザー工業にCIが導入されたため、『ブラザーファミリーアワー』のロゴが一新された。
18:55までの放送だった『JNNニュースコープ』が1984年秋の改編で19:20まで延長されることになり、それに伴うTBS月曜 - 金曜19時台の編成見直しによって本枠は9月24日に終了。また3月26日に『ブラザー劇場』から続いたTBSのブラザー工業一社提供枠は、同社の降板に伴い終了した。放送時間枠はこのまま存続し、4月2日よりブラザー工業以外の複数社提供に移行した。このため、『ブラザーファミリーアワー』の名は消滅している。なお、最後の放送番組である『クイズ天国と地獄』は、本枠の終了後にも木曜19:20枠へ移動した上で続けられたが、移動後もそのままブラザー工業以外の複数社による提供で放送されていた。
『ブラザー劇場』→『ブラザーファミリーアワー』時代は、ロート製薬提供の日本テレビ系列月曜19:30枠と広告代理店が一緒（博報堂）だったことから、TBS系列局不在地域の日本テレビ系列局では、同枠を19:00に前倒しして本枠をネットする形で一括でセールスされていたが、ブラザー工業一社提供解消時に日本テレビ系列局へのネットが打ち切られ、ロート製薬提供枠が他の日本テレビ系列局との同時ネットに移行した。

## 放送局
系列は放送当時のもの。
| 放送対象地域           | 放送局         | 系列                          | 備考 |
| ---------------------- | -------------- | ----------------------------- | --- |
| 関東広域圏             | 東京放送       | TBS系列                       | 製作局 現・TBSテレビ                                                                                    |
| 北海道                 | 北海道放送     | TBS系列                       | |
| 青森県                 | 青森テレビ     | TBS系列                       | |
| 岩手県                 | 岩手放送       | TBS系列                       | 現・IBC岩手放送                                                                                         |
| 宮城県                 | 東北放送       | TBS系列                       | |
| 秋田県                 | 秋田放送       | 日本テレビ系列                | 1984年3月まで放送                                                                                       |
| 山形県                 | 山形放送       | 日本テレビ系列 テレビ朝日系列 | 1984年3月まで放送 1980年3月までは日本テレビ単独加盟局                                                   |
| 福島県                 | 福島テレビ     | フジテレビ系列                | 1983年9月まで放送 1983年3月まではTBS系列とのクロスネット局                                              |
| 福島県                 | テレビユー福島 | TBS系列                       | 1983年12月の開局時から放送                                                                              |
| 新潟県                 | 新潟放送       | TBS系列                       | |
| 長野県                 | 信越放送       | TBS系列                       | |
| 山梨県                 | テレビ山梨     | TBS系列                       | |
| 静岡県                 | 静岡放送       | TBS系列                       | |
| 富山県                 | 北日本放送     | 日本テレビ系列                | 1984年3月まで放送                                                                                       |
| 石川県                 | 北陸放送       | TBS系列                       | |
| 福井県                 | 福井放送       | 日本テレビ系列                | 1984年3月まで放送                                                                                       |
| 中京広域圏             | 中部日本放送   | TBS系列                       | 現・CBCテレビ                                                                                           |
| 近畿広域圏             | 毎日放送       | TBS系列                       | |
| 鳥取県・島根県         | 山陰放送       | TBS系列                       | |
| 岡山県 →岡山県・香川県 | 山陽放送       | TBS系列                       | 現・RSK山陽放送 1983年3月までの放送対象地域は岡山県のみ 1983年4月の電波相互乗り入れ以後は香川県でも放送 |
| 広島県                 | 中国放送       | TBS系列                       | |
| 山口県                 | テレビ山口     | TBS系列 フジテレビ系列        | |
| 徳島県                 | 四国放送       | 日本テレビ系列                | 1984年3月まで放送                                                                                       |
| 愛媛県                 | 南海放送       | 日本テレビ系列                | 1984年3月まで放送                                                                                       |
| 高知県                 | テレビ高知     | TBS系列                       | |
| 福岡県                 | RKB毎日放送    | TBS系列                       | |
| 長崎県                 | 長崎放送       | TBS系列                       | |
| 熊本県                 | 熊本放送       | TBS系列                       | |
| 大分県                 | 大分放送       | TBS系列                       | |
| 宮崎県                 | 宮崎放送       | TBS系列                       | |
| 鹿児島県               | 南日本放送     | TBS系列                       | |
| 沖縄県                 | 琉球放送       | TBS系列                       | |

| TBS系列 月曜19:30枠 【1984年3月までブラザー工業一社提供枠】 | TBS系列 月曜19:30枠 【1984年3月までブラザー工業一社提供枠】 | TBS系列 月曜19:30枠 【1984年3月までブラザー工業一社提供枠】                                                                                    |
| 前番組                                                      | 番組名                                                      | 次番組 |
| ----------------------------------------------------------- | ----------------------------------------------------------- | --- |
| ブラザー劇場 （1964年8月3日 - 1979年9月24日）               | ブラザーファミリーアワー （1979年10月1日 - 1984年9月24日）  | クイズ100人に聞きました （1984年10月1日 - 1987年9月21日） ※19:20 - 19:58各局ローカル編成のミニ番組 （TBSでは『テレビ大好き!』） ※19:58 - 20:00 |